# 男生女生向前走
《Non-Stop》（논스톱），是一部以大學生活為背景的處境喜劇片，由韓國MBC於2000年開播，歷經五代，於2005年底正式畫下句點。其中培養出很多新生代演員，並不定時穿插名藝人客串，例知名團體神話、亞洲小天王Rain等。
廣義上，《Non-Stop》系列可以分為6季，第6季即為《彩虹羅曼史》，而狹義上，則是只有名為《Non-Stop》的五季。 

## Non-Stop

### 演員陣容
- 李珍妮（朝鲜语：이제니） 飾演 李珍妮
- 李珉宇 飾演 李民雨[1]
- 梁東根 飾演 楊東根[2]
- 李在銀 飾演 李在恩[3]
- 金正賢 飾演 金正賢
- 金孝珍 飾演 金孝真[4]
- 白一燮 飾演 白一燮
- 金炯子 飾演 金亨子[5]，孝真母
- 延政勳 飾演 延政勳

## New Non-Stop

### 演員陣容
- 李珍妮（朝鲜语：이제니） 飾演 李珍妮
- 李珉宇 飾演 李民雨[1]
- 梁東根 飾演 楊東根[2]
- 趙寅成 飾演 趙仁成[6]
- 張娜拉 飾演 張娜拉
- 鄭多彬 飾演 鄭多彬
- 金晶和 飾演 金晶華[7]
- 朴京林 飾演 朴慶琳[8]
- 金榮俊 飾演 金榮俊
- 李在銀 飾演 李在恩[3]
- 金孝珍 飾演 金孝真[4]
- 鄭泰祐 飾演 鄭泰宇[9]
- 李葉璽 飾演 李葉子[10]
- 楊美蘿 飾演 楊美蘿
- 李慶奎 飾演 李慶奎
- 鄭元關 飾演 鄭元關
- 趙行基 飾演 趙行基，葉子父
- 金正民 飾演 金正民

## Non-Stop 3

### 演員陣容
- 崔民勇 飾演 崔民勇
- 鄭泰祐 飾演 鄭泰宇[9]
- Haha 飾演 Haha
- 趙漢善 飾演 趙漢善
- 呂旭煥 飾演 呂旭煥
- 李　真 飾演 李　真
- 全慧彬 飾演 全惠彬[11]
- 鄭多彬 飾演 鄭多彬
- 金榮兒 飾演 崔英雅[12]
- 金孝珍 飾演 金孝真[4]
- 金晶和 飾演 金晶華[7]
- 鄭元關 飾演 鄭元關
- 孫淡妃 飾演 孫淡妃
- 喜悅Dana 飾演 Dana
- 黃志賢 飾演 黃志賢
- 金智勳 飾演 金智勳
- 趙成日 飾演 趙成日

### 外部連結
- 韓國MBC《Non-Stop 3》官網 （页面存档备份，存于）

## Non-Stop 4

### 演員陣容
- Andy 飾演 Andy
- 炫彬 飾演 炫彬
- 李準基 飾演 李準基
- 張根碩 飾演 張根錫[13]
- 吳勝恩 飾演 吳承恩
- 韓藝瑟 飾演 韓藝瑟
- 李令恩 飾演 李英恩[14]
- 李允智 飾演 李允芝
- 尹鍾信 飾演 尹鍾信
- MC夢 飾演 MC夢
- 奉太奎 飾演 奉太奎
- 金孝瑞 飾演 金孝瑞
- 鄭成運 飾演 鄭成運
- Junjin 飾演 前進

### 外部連結
- 韓國MBC《Non-Stop 4》官網 （页面存档备份，存于）

## Non-Stop 5

### 演員陣容

#### 主演
- 金龍萬 飾演 金龍萬
- 晉久 飾演 陳久[15]
- 呂勝鉉 飾演 呂勝鉉
- 姜景晙 飾演 姜慶俊
- 朴鎮宇 飾演 朴鎮宇
- 具惠善 飾演 邱惠善[16]
- 金智友 飾演 金智友
- 洪秀雅 飾演 洪秀雅
- 李昇基 飾演 李勝基[17]
- 李正 飾演 李正
- 趙貞麟 飾演 趙貞琳[18]
- Tablo 飾演 Tablo
- 李玟雨 飾演 李玟雨
- 鄭亨敦 飾演 鄭亨敦
- 韓孝周 飾演 韓孝珠[19]

#### 客串
- 炫彬 飾演 炫彬
- 韓藝瑟 飾演 韓藝瑟
- 宋昰昀 飾演 金　星
- 李敏鎬 飾演 李敏鎬
- MC夢 飾演 MC夢
- 蔡瑩仁 飾演 蔡瑩仁
- 金寶麗 飾演 金寶麗
- 李載允 飾演 李載允
- 金賢重 飾演 金賢重
- 朴政珉 飾演 朴政珉
- 金亨俊 飾演 金亨俊
- 金奎鐘 飾演 金奎鐘
- 許永生 飾演 許永生

### 外部連結
- 韓國MBC《Non-Stop 5》官網 （页面存档备份，存于）

## 獲獎
2000 MBC演藝大賞
- 大賞-朴京林

2001 MBC演藝大賞
- 情境劇部門 最優秀賞-梁東根
- 情境劇部門 優秀賞-趙寅成

2002 MBC演藝大賞
- 情境劇部門 最優秀賞-鄭多彬
- 情境劇部門 新人賞-李真

2002 第38屆 百想藝術大賞
- TV演藝部門 新人導演賞-金民植

2003 MBC演藝大賞
- 最佳節目獎(由觀眾選出)-Non-Stop 4

2004 MBC演藝大賞
- 情景喜劇部門 男子新人賞-姜慶俊
- 演员部门 特别赏-炫彬

## 相關
青春进行时 (电视剧)

## 腳註
1. 1 2  角色姓名同演員姓名，但台灣翻譯為「李民雨」。
2. 1 2  角色姓名同演員姓名，但台灣翻譯為「楊東根」。
3. 1 2  角色姓名同演員姓名，但台灣翻譯為「李在恩」。
4. 1 2 3  角色姓名同演員姓名，但台灣翻譯為「金孝真」。
5. ↑  角色姓名同演員姓名，但台灣翻譯為「金亨子」。
6. ↑  角色姓名同演員姓名，但台灣翻譯為「趙仁成」。
7. 1 2  角色姓名同演員姓名，但台灣翻譯為「金晶華」。
8. ↑  角色姓名同演員姓名，但台灣翻譯為「朴慶琳」。
9. 1 2  角色姓名同演員姓名，但台灣翻譯為「鄭泰宇」。
10. ↑  同為"李葉璽"。
11. ↑  角色姓名同演員姓名，但台灣翻譯為「全惠彬」。
12. ↑  角色名名字同演員名字，但台灣翻譯為「英雅」。
13. ↑  角色姓名同演員姓名，但台灣翻譯為「張根錫」。
14. ↑  角色姓名同演員姓名，但台灣翻譯為「李英恩」。
15. ↑  角色姓名同演員姓名，但台灣翻譯為「陳久」。
16. ↑  角色姓名同演員姓名，但台灣翻譯為「邱惠善」。
17. ↑  角色姓名同演員姓名，但台灣翻譯為「李勝基」。
18. ↑  角色姓名同演員姓名，但台灣翻譯為「趙貞琳」。
19. ↑  角色姓名同演員姓名，但台灣翻譯為「韓孝珠」。

## 外部連結
- 八大電視台——男生女生向前走 （繁體中文）

## 作品變遷
| MBC 青春情境喜劇                       | MBC 青春情境喜劇                                 | MBC 青春情境喜劇 |
| -------------------------------------- | ------------------------------------------------ | ---------------- |
|                                        | Non-Stop 第1季-第5季 （2000.05.15 - 2005.10.21） |                  |
| 家門的榮光 （2003.02.14 - 2004.05.12） | 彩虹羅曼史 （2005.10.24 - 2006.11.03）           |                  |